# Валиев, Равиль Сабирзянович
Рави́ль Сабирзя́нович Вали́ев (род. 20 октября 1966) — советский и российский футболист, нападающий и полузащитник. Большую часть карьеры играл в ФК «Крылья Советов».

## Биография
Воспитанник СДЮШОР «Восход» (Куйбышев). Первые тренеры — Валерий Яковлевич Каноркин и Олег Александрович Аргасов.
Карьера профессионального игрока у Валиева началась в 1983 году, когда он в составе сильнейших футболистов области (Евгений Федотов, Вячеслав Сидоров, Виктор Развеев и Владимир Маслов) вместе с молодым Сергеем Бучиным оказался в куйбышевских «Крыльях Советов». В «Крыльях» Равиль выступал до 1993 года, сыграв за клуб в чемпионатах 290 матчей и забив 51 гол. В сезоне 1986 года играл в первой лиге за смоленскую «Искру». После службы в армии вернулся в «Крылья Советов» в сезоне 1988 года. Играл в высшей лиге России в 1992—1993 годах за «Крылья Советов» (60 игр, 8 мячей), а в 1994 за тольяттинскую «Ладу» (26 игр, 4 мяча). В следующем сезоне забил за «Ладу» 12 мячей и помог ей вернуться в высшую лигу, но вынужден был уйти из-за нового тренера Виктора Тищенко. Закончил карьеру игрока в 1996 году, сыграв 17 игр в первой лиге за нижнекамский «Нефтехимик».
С 1998 года работал футбольным арбитром, в 2001—2006 годах судил матчи второго дивизиона и кубка России.
Дочь — Сабина, футболистка и футбольная судья.

## Клубная статистика
| Выступление      | Выступление      | Выступление      | Лига | Лига | Кубок | Кубок | Итого | Итого |
| Клуб             | Лига             | Сезон            | Игры | Голы | Игры  | Голы  | Игры  | Голы  |
| ---------------- | ---------------- | ---------------- | ---- | ---- | ----- | ----- | ----- | ----- |
| Крылья Советов   | вторая           | 1983             | 7    | 0    | —     | —     | 7     | 0     |
| Крылья Советов   | вторая           | финал            | 3    | 1    | —     | —     | 3     | 1     |
| Крылья Советов   | вторая           | 1984             | 23   | 6    | 1     | 0     | 24    | 6     |
| Крылья Советов   | вторая           | финал            | 4    | 1    | —     | —     | 4     | 1     |
| Крылья Советов   | первая           | 1985             | 37   | 2    | 1     | 0     | 38    | 2     |
| Крылья Советов   | первая           | переходный       | 6    | 0    | —     | —     | 6     | 0     |
| Крылья Советов   | вторая           | 1988             | 32   | 0    | 4     | 0     | 36    | 0     |
| Крылья Советов   | вторая           | 1989             | 41   | 11   | 6     | 2     | 47    | 13    |
| Крылья Советов   | вторая           | финал            | 3    | -    | —     | —     | 3     | 0     |
| Крылья Советов   | вторая           | 1990             | 39   | 11   | 2     | 0     | 41    | 11    |
| Крылья Советов   | вторая           | 1991             | 38   | 9    | 3     | 0     | 41    | 9     |
| Крылья Советов   | высшая           | 1992             | 24   | 1    | 4     | 0     | 28    | 1     |
| Крылья Советов   | высшая           | 1993             | 31   | 2    | 1     | 0     | 32    | 2     |
| Крылья Советов   | высшая           | переходный       | 5    | 4    | —     | —     | 5     | 4     |
| Крылья Советов   | Итого            | Итого            | 290  | 48   | 22    | 2     | 312   | 50    |
| Искра (Смоленск) | первая           | 1986             | 16   | 0    | 1     | 0     | 17    | 0     |
| Искра (Смоленск) | Итого            | Итого            | 16   | 0    | 1     | 0     | 17    | 0     |
| Всего за карьеру | Всего за карьеру | Всего за карьеру | 306  | 48   | 23    | 0     | 329   | 48    |

1. ↑  Переходный турнир за участие в первой лиге.
2. ↑  Переходный турнир за участие в высшей лиге.

## Достижения
- 1983 — чемпион РСФСР
- 2009 — заслуженный ветеран ФК «Крылья Советов»